# روبي دالي
روبي دالي (بالإنجليزية: Robbie Dale)‏ هو مقدم برامج إذاعية ومُنسِّق موسيقي بريطاني، ولد في 21 أبريل 1940.

## وصلات خارجية
- روبي دالي على موقع ميوزك برينز (الإنجليزية)